# تاتسويا أونودرا
تاتسويا أونودرا (باليابانية: 小野寺 達也) (4 أغسطس 1987 في كاناغاوا في اليابان – )؛ هو لاعب كرة قدم ياباني سابق كان يلعب كلاعب وسط.

## وصلات خارجية
- تاتسويا أونودرا على موقع رابطة كرة القدم اليابانية للمحترفين (اليابانية)
- تاتسويا أونودرا على موقع قاعدة بيانات كرة القدم.إي يو (الإنجليزية)
- تاتسويا أونودرا على موقع Soccerway.com (الإنجليزية)
- تاتسويا أونودرا على موقع عالم كرة القدم.نت (الإنجليزية)